# Kenyon College
Le Kenyon College est une université d'arts libéraux privée située à Gambier en Ohio.

## Histoire
Souhaitant créer un séminaire pour former le clergé de l'Église épiscopale des États-Unis, l'évêque Philander Chase se rend en Angleterre en octobre 1823 pour lever des fonds. Il récolte les 30 000 dollars nécessaires. Les trois principaux donateurs sont Lord Gambier, Lord Kenyon et Lord Bexley. Gambier donne son nom au village, Kenyon à l'université et Bexley à l'un de ses principaux bâtiments.
Chase déplace l'école, d'abord située dans sa ferme de Worthington, vers le comté de Knox et fonde ce qui deviendra le village de Gambier. Le séminaire se transforme rapidement en collège universitaire et grammar school.
En 1939, la revue littéraire The Kenyon Review est fondée sur le campus par John Crowe Ransom. Elle contribue à lancer des écrivains reconnus comme Boris Pasternak et Robert Penn Warren et devient l'une des revues littéraires les plus renommées du pays.

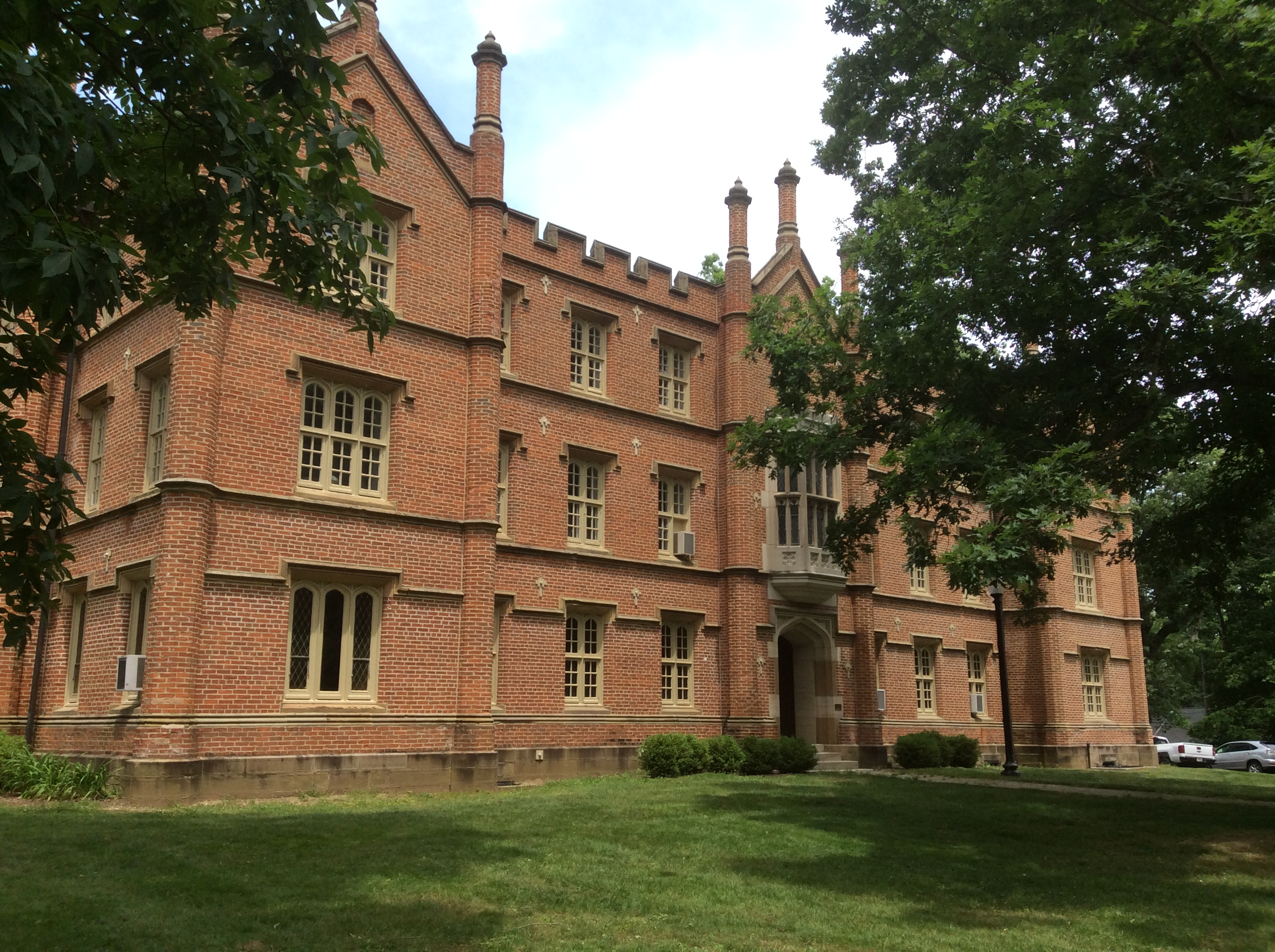
Bexley Hall
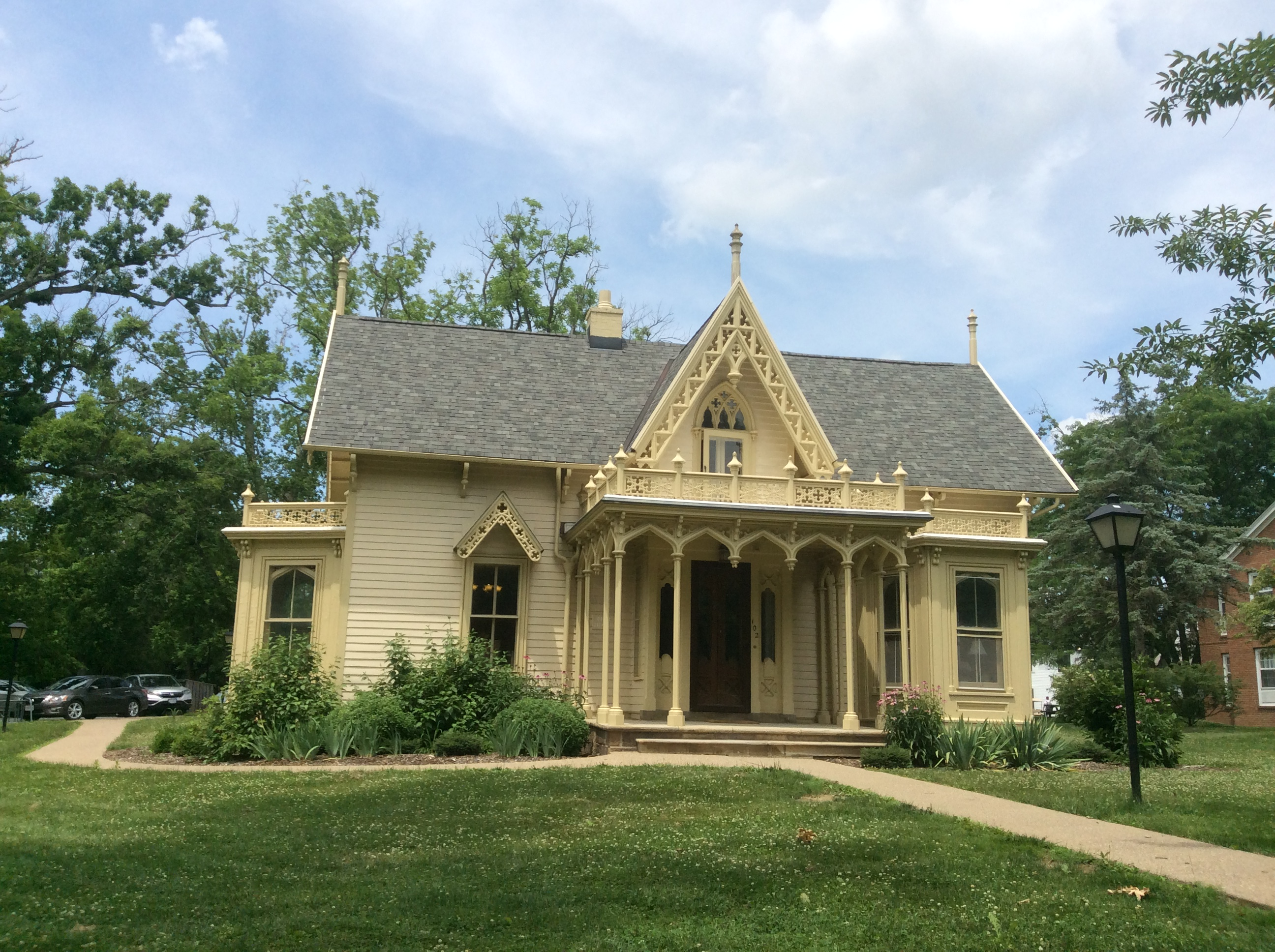
Finn House, siège du Kenyon Review

## Campus
Située en milieu rural, l'université est souvent classée parmi les plus beaux campus américains,,. À la fin du XXe siècle, le Kenyon College fait d'importants investissements pour conserver cette caractéristique, en acquérant de nombreux terrains autour de l'université.
Le campus est inscrit au Registre national des lieux historiques depuis 1975.

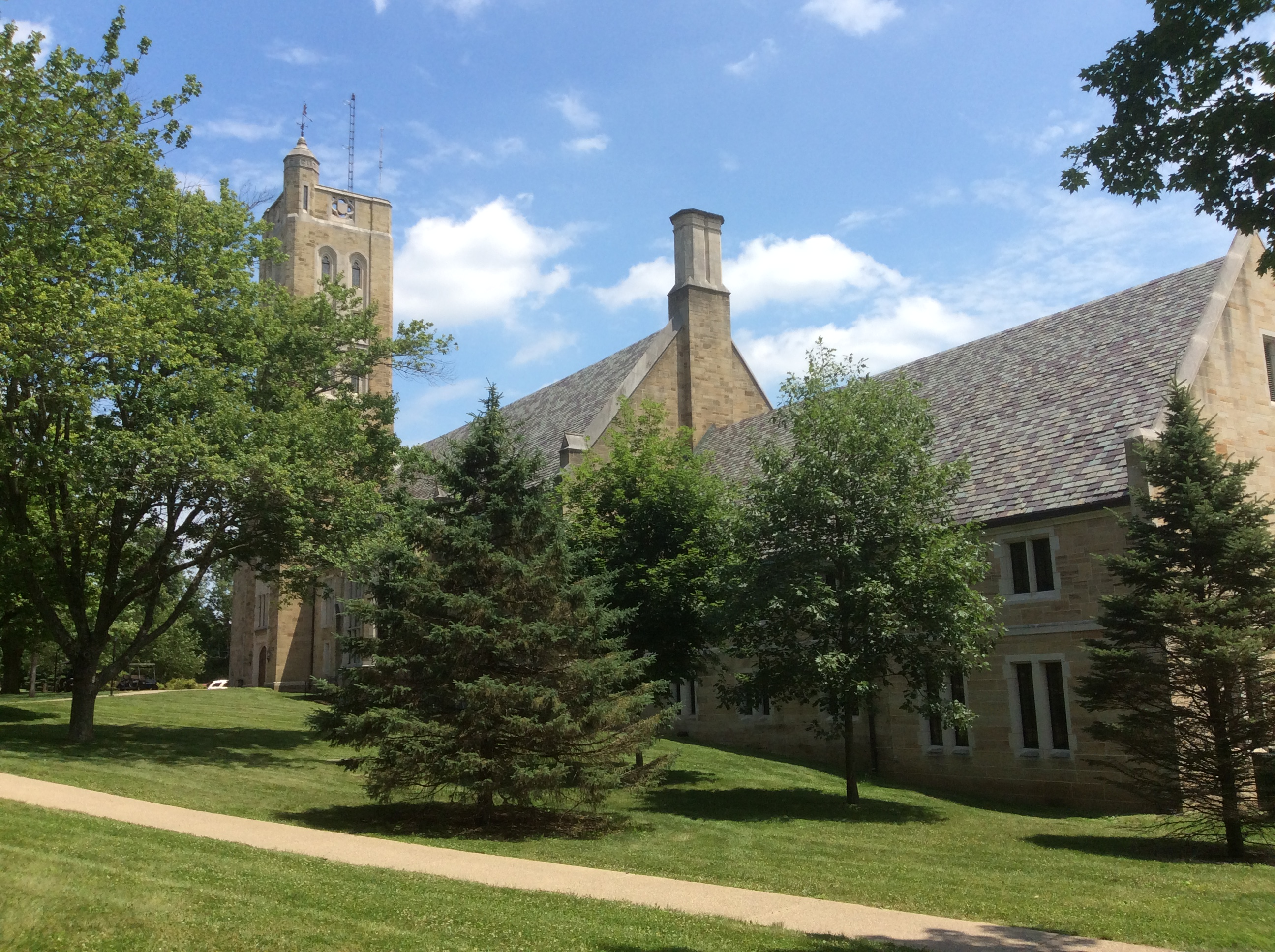
Chase Tower et Pierce Hall
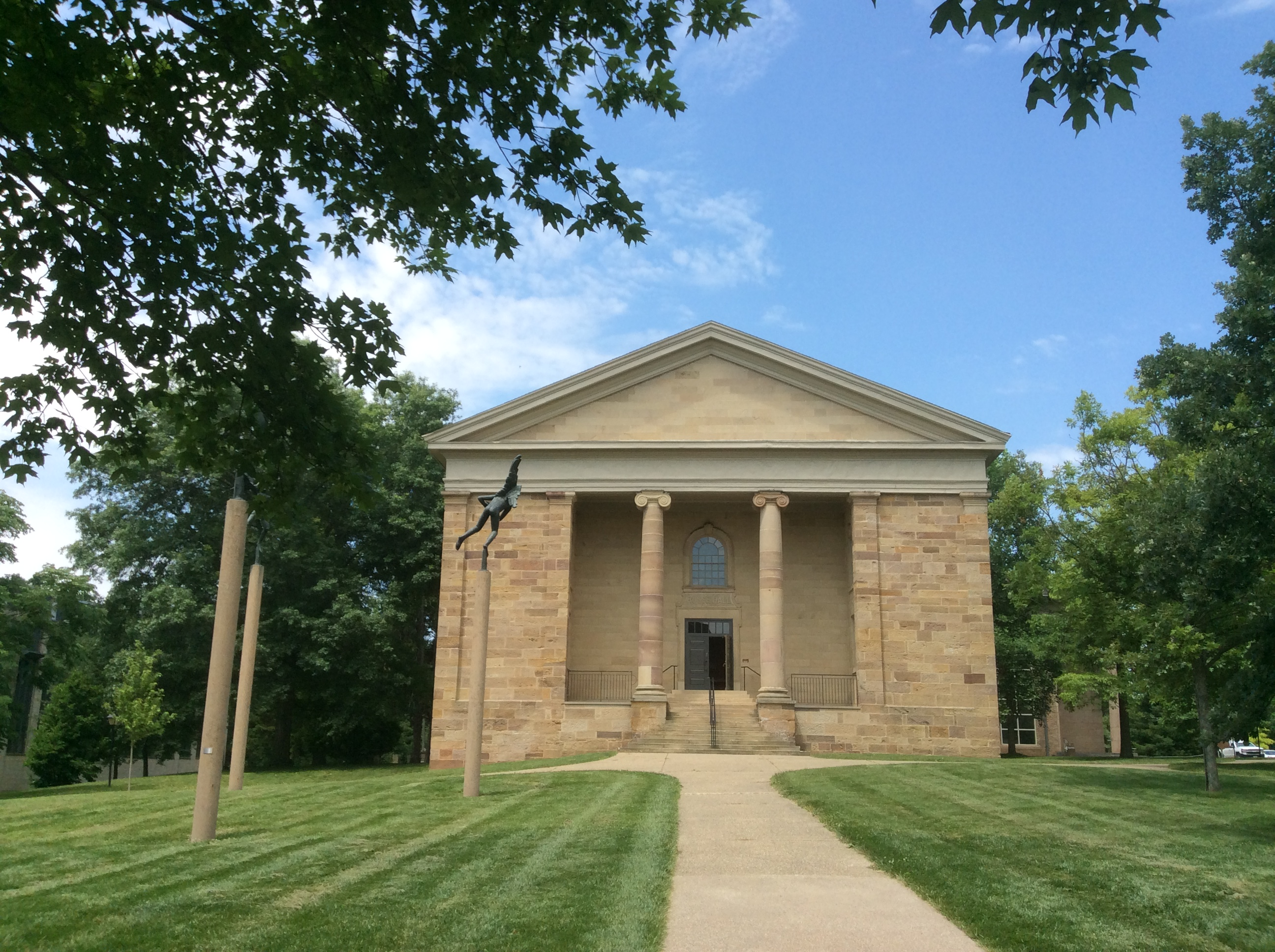
Rosse Hall
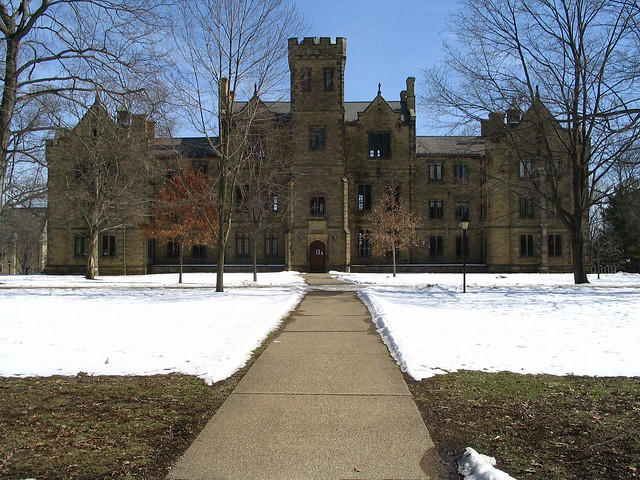
Ascension Hall
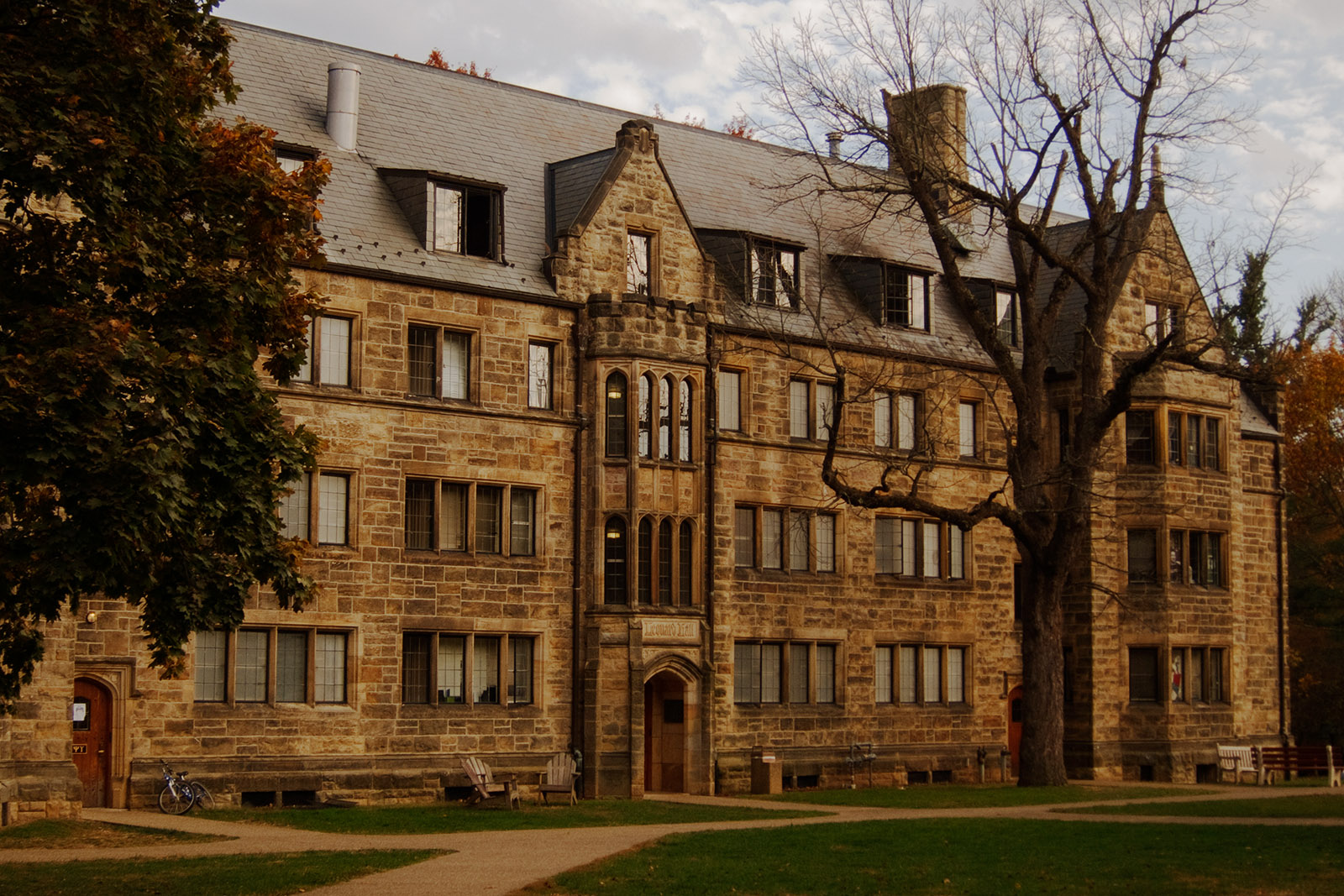
Leonard Hall
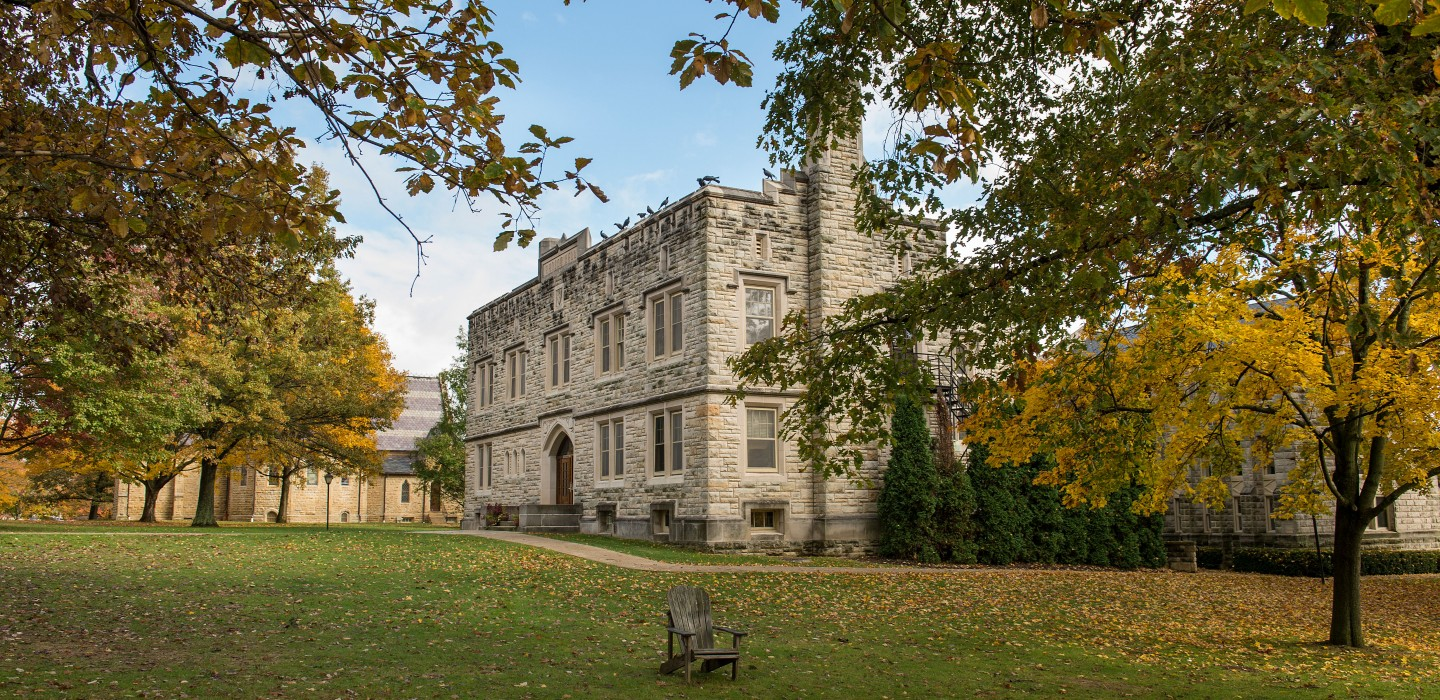
Ransom Hall